# Савенко, Аким Ануфриевич
Аки́м Ану́фриевич Саве́нко (1914-1945) — Гвардии майор Рабоче-крестьянской Красной Армии, участник Великой Отечественной войны, Герой Советского Союза (1945).

## Биография
Аким Савенко родился 6 сентября 1914 года в селе Хижинцы (ныне — Лысянский район Черкасской области Украины). После окончания семи классов школы работал на шахте. В 1936 году Савенко был призван на службу в Рабоче-крестьянскую Красную Армию. В 1939 году он окончил Бакинское военное пехотное училище. С июля 1941 года — на фронтах Великой Отечественной войны.
К январю 1945 года гвардии майор Аким Савенко командовал батальоном 10-го гвардейского стрелкового полка 6-й гвардейской стрелковой дивизии 13-й армии 1-го Украинского фронта. Отличился во время освобождения Польши. В ночь с 25 на 26 января 1945 года батальон Савенко первым переправился через Одер в районе населённого пункта Тарксдорф (ныне Tarchalice, гмина Волув, Волувский повят, Нижнесилезское воеводство, Польша) и захватил плацдарм на его западном берегу, после чего удерживал его до переправы основных сил. В разгар боя Савенко заменил собой выбывшего из строя пулемётчика и лично вёл огонь по противнику. 27 января 1945 года он погиб в бою. Был похоронен в населённом пункте Поршвиц (ныне Проховице, Легницкий повят, Нижнесилезское воеводство, Польша). Позднее перезахоронен на Кутузовском мемориале в Болеславце.

## Награды
Указом Президиума Верховного Совета СССР от 10 апреля 1945 года за «образцовое выполнение заданий командования и проявленные при этом мужество и героизм» гвардии майор Аким Савенко посмертно был удостоен высокого звания Героя Советского Союза. Также был награждён орденом Ленина и медалью.

## Память
В честь Савенко названа улица в его родном селе.